# Отто Зайтц
Отто Зайтц (нім. Otto Seitz; 3 вересня 1846, Мюнхен — 13 березня 1912) — історичний живописець, учень Пілоті. 

## Біографія
З'явившись уперше перед публікою в 1869 з багатофігурною, але не цілком вдалою за композицією картиною «Вбивство Річчіо», писав з того часу переважно міфологічні та алегоричні сюжети. Наприклад, чудово складена «Померла любов», «Фавн і Німфа», «Нептун, що пливе морем»і колосальний «Прометей, прикутий до скелі» та ін. з 1873 був професором в Мюнхенській академії мистецтв (серед його учнів, зокрема, Карл Марр). 